# Ablieger

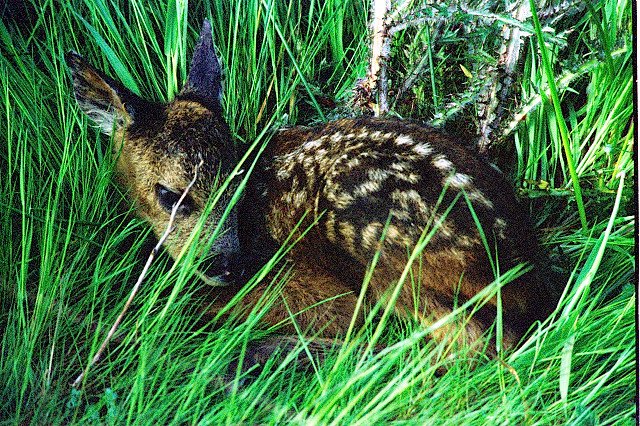
Im Gras liegendes Rehkitz (Ardennen, Belgien)

Ablieger ist ein Begriff aus der Zoologie. Er bezeichnet Jungtiere, die sich in den ersten Lebenstagen durch Ablegen und Verstecken (Abliegen) vor Fressfeinden schützen, während sie auf das Muttertier warten, in Abgrenzung zum Nachfolger-Typ, der dem Muttertier folgt. Die Jungtiere von Rehen oder Hirschen gehören zu den Abliegern, ebenso wie andere Huftiere und Hasen. Dikdiks und andere Tiere zeigen das etwas abgewandelte Verhalten des Ablegens.

## Verhalten
Beim Abliegen entfernt sich das Jungtier nach dem Säugen aktiv vom Muttertier und versteckt sich an einer geschützten Stelle, wo es regungslos abwartet, bis es von der Mutter zur nächsten Fütterung gerufen wird. Bei Zwillingsgeburten legen sich beide Jungtiere getrennt voneinander ab.
Eine etwas andere, häufig jedoch nicht immer eindeutig zu trennende Verhaltensweise ist das Ablegen, bei dem das Jungtier dem Muttertier folgt und von diesem aufgefordert wird, sich an einer ausgesuchten Stelle abzulegen. Auch hier verhält sich das Jungtier regungslos bis zur nächsten Fütterung. Häufig werden die Begriffe Ablegen und Abliegen synonym verwendet.

## Hintergrund
Das Fluchtverhalten ist bei den Jungtieren noch sehr eingeschränkt, da sie kaum  in der Lage sind, potenziellen Raubtieren durch Flucht zu entkommen. Ein Ablieger ist für Prädatoren dagegen schwerer auszumachen, zumal bei den Jungtieren die Duftdrüsen, vor allem die Klauendrüsen, noch inaktiv sind, und von ihm noch kein wahrnehmbarer Eigengeruch ausströmt. Durch die an die Umgebung angepasste Fellfarbe ist das Jungtier bestens getarnt. Raubtiere sind in der Lage, den Muttertieren durch eine Geruchsspur zu folgen und könnten so auch auf die Jungtiere stoßen. Die Distanz zwischen dem Muttertier und dem Jungtier bietet letzterem entsprechend zusätzlichen Schutz.
Ein weiterer Grund ist, dass Jungtiere noch nicht so ausdauernd wie das Muttertier sind, und auf diese Weise ihre Kräfte schonen.
Abliegende oder abgelegte Tiere soll der Mensch niemals berühren, denn sonst nimmt das Muttertier das Jungtier nicht mehr an.

## Belege
1. ↑  http://www.world-of-animals.de/Tierlexikon/Tierart_Reh.html
2. 1 2 3 4  Stichwort „Abliegen“ In: Herder-Lexikon der Biologie. Spektrum Akademischer Verlag GmbH, Heidelberg 2003. ISBN 3-8274-0354-5
3. 1 2  Stichwort „Ablegen“ In: Herder-Lexikon der Biologie. Spektrum Akademischer Verlag GmbH, Heidelberg 2003. ISBN 3-8274-0354-5
4. ↑   Sommerzeit beim Rotwild: Die jungen Wilden kommen! (Memento vom 10. November 2011 im Internet Archive)